# آگوستین فاریاس
آگوستین فاریاس (انگلیسی: Agustín Farías؛ زادهٔ ۲۵ دسامبر ۱۹۸۷) بازیکن فوتبال اهل آرژانتین است.